# Sieradowice Drugie
Sieradowice Drugie – wieś w Polsce położona w województwie świętokrzyskim, w powiecie kieleckim, w gminie Bodzentyn.
W latach 1975–1998 miejscowość administracyjnie należała do województwa kieleckiego.
Wieś znana od XV w. jako własność biskupów krakowskich (mieli oni tu swój folwark). W XVI w. nazywano ją Syradlowice, a potem Sziradkowicze.
Przez wieś przechodzi  niebieski szlak turystyczny im. E. Wołoszyna z Wąchocka do Cedzyny.